# ستاتات
مصطلح ستاتات يطلق على الدول التي تنتهي بلفظ -ستان وانفصلت عن الاتحاد السوفييتي سابقا، وهي جميعها مشتركة في منظمة شنغهاي، وهي :
- أوزبكستان
- قيرغيزستان
- طاجيكستان
- كازاخستان
- باكستان
- أفغانستان

ويطلق عليها حاليا آسيا الوسطى.